# Un éléphant fait l'amour à un cochon
Un éléphant fait l'amour à un cochon (An Elephant Makes Love to a Pig en version originale) est le cinquième épisode de la première saison de la série animée South Park. Il a été diffusé pour la première fois sur la chaîne de télévision Comedy Central aux États-Unis le 10 septembre 1997.
Dans cet épisode, Stan, Kyle, Cartman et Kenny parient qu'ils parviendraient à croiser un éléphant avec un cochon avec d'autres enfants, qui eux pensent pouvoir cloner un être humain.

## Contenu

### Synopsis
Stan, Kyle, Cartman et Kenny, attendent à l'arrêt de bus de leur école. Cartman remarque que Stan a un cocard, qui avoue avoir été frappé par sa sœur Shelley. Kyle a quant à lui un éléphant domestique mais sa mère ne veut pas le garder. À l'école, M. Garrison fait son cours sur le génie génétique. Kyle a alors l'idée de croiser son éléphant avec Fluffy, le cochon de lait de Cartman, pour faire un « éléphant de lait » qu'il puisse garder chez lui. Un des élèves, Terrance, réagit et parie qu'il est capable de cloner un humain avant qu'il ne parvienne à créer un éléphant de lait. M. Garrison leur propose de se rendre au Centre de génie génétique de South Park et de présenter les résultats de leurs travaux à l'occasion de la fête des sciences.
Une fois au centre, le Dr Alphonse Mephesto et son assistant Kevin leur présentent sa collection, incluant de nombreux animaux à quatre culs comme un macaque, une autruche ou une mangouste. Mephesto leur révèle que, comme la chanson du groupe Loverboy l'indique : « l'ADN du cochon et de l'éléphant ne se mélangent pas », puis prend un échantillon du sang de Stan, faisant fuir les garçons. Le lendemain, Terrance leur apprend qu'il est déjà parvenu à cloner un pied humain. Les enfants vont parler de leur problème à Chef, qui cite à nouveau la chanson de Loverboy, puis leur donne l'idée de pousser les deux animaux à faire l'amour pour les combiner.
Tandis que Stan continue de se faire battre par sa sœur, Mephesto créée un clone mutant de Stan avec l'échantillon pour son fils Terrance. Les garçons essayent de faire boire de l'alcool au cochon et à l'éléphant pour qu'ils fassent l'amour, mais n'y parviennent pas jusqu'à ce que Chef chante pour les animaux avec l'aide d'Elton John. Le clone de Stan s'échappe du Centre de génie génétique et terrorise la ville. Les garçons retrouvent le clone et Stan le convainc d'attaquer Shelley ; cependant une fois chez les Mash il se met à tout casser et tue Kenny, qu'il envoie dans four à micro-ondes. Mephesto arrive et tire sur le clone, mais Stan s'inquiète d'être dans le pétrin pour les dégâts causés par son clone. Finalement, Shelley le défend auprès de leurs parents, puis se remet à le frapper.
Au moment de la fête des sciences, Terrance présente un macaque à cinq culs, mais Kyle est sauvé lorsque Fluffy accouche au dernier moment d'un cochon ressemblant étrangement à M. Garrison. Gêné, il leur attribue le premier prix.